# Martin Smith (Snookerspieler)
Martin Smith (* 12. Juni 1961) ist ein ehemaliger englischer Snookerspieler, der zwischen 1985 und 1993 für acht Saisons als Profispieler aktiv war. In dieser Zeit erreichte er zweimal das Achtelfinale eines Non-ranking-Turnieres, ebenfalls zweimal die Runde der letzten 32 eines Ranglistenturnieres und Platz 72 der Snookerweltrangliste.

## Karriere
Von Smith sind keine Amateurergebnisse bekannt, allerdings gibt es solche Resultate eines M. Smith, die jedenfalls in Teilen zeitlich gesehen zu Martin Smith passen würden. So erreichte ein M. Smith 1984 das Achtelfinale der Qualifikation für die English Amateur Championship und ein Jahr später das Viertelfinale. Martin Smith wurde jedenfalls 1985 Profispieler.
Smiths Karrierebeginn auf der Profitour war von vielen Niederlagen geprägt; innerhalb seiner ersten beiden Spielzeiten erreichte er nur bei einem einzigen Turnier mit Einfluss auf die Weltrangliste die Hauptrunde, verlor aber beim Classic 1986, so der Name dieses Turnieres, in der Hauptrunde beziehungsweise in der Runde der letzten 64, die bei Ranglistenturnieren damals zumeist der ersten Hauptrunde entsprach, sofort. Ansonsten schied er stets in der Qualifikation aus, primär noch in der ersten Runde. Einzige Lichtblicke waren die Ausgaben der English Professional Championship, einem Non-ranking-Turnier, wo er jeweils die Runde der letzten 48 erreichen konnte. Dennoch konnte er sich auf der Weltrangliste platzieren, auch wenn er 1987 lediglich Rang 107 belegte. Die Wende kam jedoch mit der Saison 1987/88, als Smith nicht nur die Runde der letzten 32 der English Professional Championship und die vorletzte Qualifikationsrunde der Snookerweltmeisterschaft, dem vom normalen Qualifikationssystem anderer Ranglistenturniere abweichenden Prestigeturnier der Profitour, erreichte, sondern sowohl beim Classic als auch bei der UK Championship in die Hauptrunde einzog, wobei er bei der UK Championship im Gegensatz zum Classic die Runde der letzten 64 überstand und erst in der Runde der letzten 32 ausschied. Er verbesserte sich infolgedessen auf Rang 72 der Weltrangliste, der besten Platzierung seiner Karriere.
In der Saison 1988/89 konnte er an die Erfolge des Vorjahres anknüpfen und erreichte bei drei Ranglistenturnieren die erste Hauptrunde sowie die äquivalente vorletzte Qualifikationsrunde der Snookerweltmeisterschaft. Erfolgreich war er aber vor allem bei Non-ranking-Turnieren, so erreichte er beim dritten Event der Turnierserie WPBSA Non-Ranking 1988 das Achtelfinale. Auch auf der Weltrangliste konnte er beinahe das Vorjahresniveau halten und verschlechterte sich nur marginal auf Rang 76. Ganz ähnlich verlief auch die anschließende Saison, in der er jedoch bei deutlich weniger Ranglistenturnieren die Hauptrunde erreichte. Allerdings zog er sowohl beim zweiten Event der diesjährigen Auflage von WPBSA Non-Ranking als auch bei den International Open, einem Ranglistenturnier, in die Runde der letzten 32 ein. Somit verlor er auf der Weltrangliste erneut nur wenige Plätze und wurde nun auf Rang 79 geführt.
Auch die nächsten beiden Spielzeiten verliefen ähnlich; nebst zahlreicher Niederlagen in Qualifikation konnte Smith je zweimal eine Hauptrunde eines Ranglistenturnieres erreichen, schied in dieser aber dann unverzüglich aus. Wieder war er bei einem Non-ranking-Turnier innerhalb dieser zwei Saisons am erfolgreichsten, als er sich bei der Benson and Hedges Satellite Championship erst im Achtelfinale geschlagen geben musste. Trotzdem konnte er auf der Weltrangliste sein Niveau nicht mehr halten und rutschte bis auf Rang 114 ab. Infolgedessen reduzierte er in der Saison 1992/93 seine Turnierteilnahmen stark und hatte bei seinen insgesamt drei Auftritten nie wirklich großen Erfolg, sodass er stets in der Qualifikation ausschied. Somit verlor er zum Saisonende seinen Weltranglistenplatz, wodurch Smith nach nur acht Saisons seine Profikarriere beendete.